# Segismundo Royo-Villanova y Fernández-Cavada
Segismundo Royo-Villanova y Fernández Cavada (Valladolid, 20 de febrer de 1909 - Madrid, 25 d'abril de 1965) fou un jurista espanyol, rector de la Universitat Complutense i acadèmic de la Reial Acadèmia de Ciències Morals i Polítiques.

## Biografia
Estudià dret a la Universitat Central de Madrid, on s'hi llicencià el 1928 i s'hi doctorà el 1930. Des de 1931 treballà com a professor auxiliar a la Universitat Central de Madrid i el 1935 fou lletrat del Congrés dels Diputats. Fill del polític Antonio Royo Villanova, va fer amistat amb Niceto Alcalá-Zamora. Tot i això, durant la guerra civil espanyola va combatre en el bàndol nacional com a alferes provisional d'artilleria. Li va ser encarregat el comandament de la Secció de fusells metralladores pertanyent al Primer Sector de Fronteres.
Després de llicenciar-se com alferes el 24 d'agost de 1939 es va reincorporar a la seva destinació en la Secretaria de l'extingit Congrés dels Diputats. En 1944 va ser nomenat secretari de la recentment creada Facultat de Ciències Polítiques i Econòmiques de la Universitat Central, on a partir de 1945 seria catedràtic numerari de Dret administratiu i de ciències de l'Administració.
En juliol de 1951 fou nomenat subsecretari del Ministeri d'Educació Nacional presidit per Joaquín Ruiz-Giménez Cortés. Va cessar en el càrrec el 24 de març de 1956 i aleshores fou nomenat rector de la Universitat Complutense de Madrid, i com requerien ambdós càrrecs, procurador en Corts i Conseller del Regne. En 1959 fou escollit acadèmic de la Reial Acadèmia de Ciències Morals i Polítiques en substitució del seu pare, mort un any abans. En novembre de 1964 fou destituït com a rector de la Universitat i nomenat ambaixador d'Espanya a Àustria. Va morir uns mesos després.

## Obres
- Elementos de Derecho administrativo, Imprenta Castellana, Valladolid 1940.
- Problemas del régimen jurídico municipal, Diana Artes Gráficas, Madrid 1944.
- Los términos municipales y sus alteraciones, S. Aguirre Impresor, Madrid 1947.
- El trabajo en la doctrina pontificia, Real Academia de Ciencias Morales y Políticas, Madrid 1961.